# Station Wigan North Western
Wigan North Western is een spoorwegstation van National Rail in Wigan, Wigan in Engeland. Het station is eigendom van Network Rail en wordt beheerd door Avanti West Coast. Het station is geopend in 1838.